# そごう川口店
そごう川口店（そごう かわぐちてん）は、株式会社そごう・西武が埼玉県川口市の川口駅前で運営していた百貨店である。
そごう・西武の親会社であるセブン&アイ・ホールディングスの事業構造改革に伴い、2021年（令和3年）2月28日をもって閉店した。
跡地は三井不動産によりららテラス川口としてリニューアルオープンしている。

## 概要
川口駅東口再開発事業により建設された「川口駅東口第3工区再開発ビル」の核店舗として、地元の誘致運動を受けて出店した。開店当初の名称は「川口そごう」で、直営の百貨店売場としては埼玉県内最大の店舗面積を有する店舗であった。
誘致を受けたそごうは1978年（昭和53年）に出店を表明し、1983年（昭和58年）に運営会社の「株式会社川口そごう」を設立したが、出店予定地の建物解体が完了した段階でも一部の地権者が再開発ビルの権利変換計画に同意せず、着工は当初予定から2年遅れて1990年（平成2年）にずれ込んだ。
こうした経緯もあり、開店したのは出店表明から13年後の1991年（平成3年）10月16日、そごうグループとして30番目の百貨店店舗となり、当時同社が目標として掲げていた「トリプルそごう（30店舗の出店）」を当店舗で達成した。
オープン時のキャッチフレーズは「世界へ。そごう新世紀、始まる」。そごう出店まで鋳物工場が建ち並んでいた川口駅前において、「東京が来た」「東京へ行くお客を川口で食い止める」と期待された。売上高はピーク時の1997年（平成9年）2月期、359億円を計上していた。
2002年（平成14年）に親会社のそごうが民事再生法の適用を申請、会社統合による新会社移行により、当店の運営も株式会社川口そごうから新会社の「株式会社そごう」に引き継がれ、店舗名は「そごう川口店」に変更。さらに2009年（平成21年）8月のそごう、西武百貨店、ミレニアムリテイリングの統合により、「株式会社そごう・西武」が運営する店舗となった。
2019年（令和元年）10月、株式会社そごう・西武の親会社であるセブン&アイ・ホールディングスの事業構造改革に伴い、2021年（令和3年）2月28日をもって閉店することが発表された。閉店発表の前年、2020年（令和2年）2月期には売上高が153億円と、ピーク時の半分以下に減っていた。

### 施設設備
隣接するJR川口駅とは、当店が入る再開発ビルの建設時に整備されたペデストリアンデッキで連絡し、3階メインエントランスがデッキに面していた。デッキは川口駅から再開発ビルを経由して周辺商店街へ人流をつくるように配置され、ビル内に入居するそごう以外の地権者店舗もデッキに面して配置された。
再開発ビルの地下2階には、ビルに入居する金融機関の専用駐車場が設けられた一方で、そごうの来客用の駐車場は併設されず、川口市の駅周辺整備構想に合わせてそごうが近隣に駐車場を確保し、シャトルバスで来店客を送迎する方式をとっていた。
3階のメインエントランスにはセイコー製の大時計が開業時から設置されており、2008年4月15日までは株式会社そごう（当時）が東京ディズニーランドのアトラクション「イッツ・ア・スモールワールド」のオフィシャルスポンサーだったことから、同アトラクションを模した人形による演出が行われていた。2008年4月16日以降からくりは廃止され、鐘の鳴る大時計として稼働していた。

### 跡地活用
2023年（令和5年）11月末、そごう川口店が入居していた再開発ビルのうち、そごう・西武の持分を三井不動産が取得。同時に同社、三井不動産レジデンシャル、川口市の3者で「川口駅周辺まちづくりに関する連携協定」が締結された。
三井不動産は建物を「ららテラス川口」として改装し、2025年（令和7年）5月に開業した。同施設にはそごう・西武が小型店舗「西武・そごうショップ」を出店し、川口に営業拠点を再設置している。

## フロアガイド
出典：そごう川口店 フロアガイド（2021年2月27日時点）。各階の主な設備やテナント一覧は出典リンクを参照。
| 階   |                                    |
| ---- | ---------------------------------- |
| 11F  | 屋上スカイガーデン（四季彩の庭）   |
| 10F  | レストラン街                       |
| 9F   | 憩いのある街                       |
| 8F   | 生活雑貨の街                       |
| 7F   | カジュアルファッションとこどもの街 |
| 6F   | メンズファッションとスポーツの街   |
| 5F   | レディースファッションの街         |
| 4F   | レディースファッションの街         |
| 3F   | レディースファッションの街         |
| 2F   | ファッショングッズの街             |
| 1F   | ファッショングッズの街             |
| 地下 | 新鮮食品の街                       |

## 周辺
そごう川口店の近隣にはセブン&アイ・ホールディングスグループの店舗として、ショッピングモールのアリオ川口が出店している。
かつてはグループ会社であるイトーヨーカ堂が運営するディスカウントストアのザ・プライス川口店も営業していたが、再開発事業に伴い2019年5月19日をもって閉店した。